# Porcellio curti
Porcellio curti là một loài chân đều trong họ Porcellionidae. Loài này được Vandel miêu tả khoa học năm 1980.